# R Mensae
R Mensae är en halvregelbunden variabel av SRB-typ i stjärnbilden Taffelberget. Stjärnan var den första i Taffelbergets stjärnbild som fick en variabelbeteckning.
Stjärnan har visuell magnitud +8,11 och varierar i amplitud med 2,03 magnituder och en period av 240 dygn.

## Fotnoter
1. ↑  Variabelstjärnornas beteckningar börjar med bokstäverna R-Z, därefter A-Q, följt av RR-ZZ och AA-QQ, varefter de börjar betecknas med bokstaven V och ett ordningsnummer, från och med V335.